# Mareuil-lès-Meaux
Pour les articles homonymes, voir Mareuil.
Mareuil-lès-Meaux est une commune française située dans le département de Seine-et-Marne en région Île-de-France.

## Géographie

### Localisation
La ville jouxte le canal de Chalifert et est située à 5 km au sud de Meaux

### Communes limitrophes
| Villenoy           | Meaux                                |                    |
|                    | Mareuil-lès-Meaux                    | Nanteuil-lès-Meaux |
| Isles-lès-Villenoy | Quincy-Voisins Condé-Sainte-Libiaire | Boutigny           |

### Géologie et relief
La commune est classée en zone de sismicité 1, correspondant à une sismicité très faible. L'altitude varie de 42 mètres à 138 mètres pour le point le plus haut , le centre du bourg se situant à environ 50 mètres d'altitude (mairie).

### Hydrographie

#### Réseau hydrographique

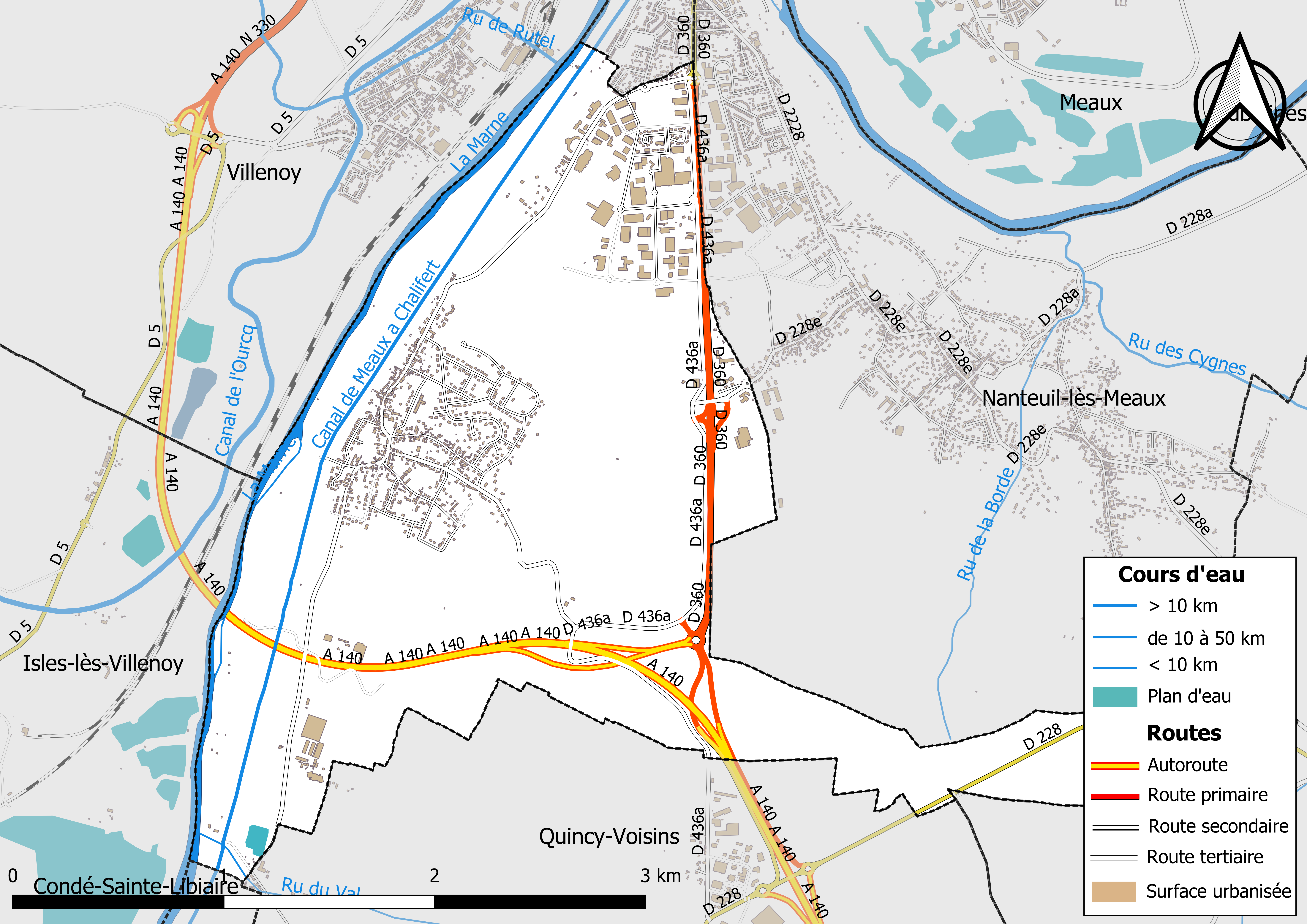
Carte des réseaux hydrographique et routier de Mareuil-lès-Meaux.

Le réseau hydrographique de la commune se compose de six cours d'eau référencés :
- la rivière la Marne, longue de 514,26 km[4], principal affluent de la Seine, qui marque la limite ouest de la commune, ainsi que :
  - un bras de 0,49 km[5] ;
  - un bras de 0,45 km[6] ;
  - le ru de Rutel, long de 12,56 km[7], et ;
  - le ru du Val[Note 1], 1,46 km[8], affluents de la Marne ;
- le canal de Meaux à Chalifert , long de 12,60 km[9], qui conflue avec la Marne.

Par ailleurs, son territoire est également traversé par l’aqueduc de la Dhuis.
La longueur totale des cours d'eau sur la commune est de 10,93 km.

#### Gestion des cours d'eau
Afin d’atteindre le bon état des eaux imposé par la Directive-cadre sur l'eau du 23 octobre 2000, plusieurs outils de gestion intégrée s’articulent à différentes échelles : le SDAGE, à l’échelle du bassin hydrographique, et le SAGE, à l’échelle locale. Ce dernier fixe les objectifs généraux d’utilisation, de mise en valeur et de protection quantitative et qualitative des ressources en eau superficielle et souterraine. Le département de Seine-et-Marne est couvert par six SAGE, au sein du bassin Seine-Normandie.
La commune fait partie du SAGE « Petit et Grand Morin », approuvé le 21 octobre 2016. Le territoire de ce SAGE comprend les bassins du Petit Morin (630 km2) et du Grand Morin (1 185 km2). Le pilotage et l’animation du SAGE sont assurés par le syndicat mixte d'aménagement et de gestion des Eaux (SMAGE) des 2 Morin, qualifié de « structure porteuse ».

### Climat
Pour des articles plus généraux, voir Climat de l'Île-de-France et Climat de Seine-et-Marne.
En 2010, le climat de la commune est de type climat océanique dégradé des plaines du Centre et du Nord, selon une étude du CNRS s'appuyant sur une série de données couvrant la période 1971-2000. En 2020, Météo-France publie une typologie des climats de la France métropolitaine dans laquelle la commune est exposée à un climat océanique altéré et est dans la région climatique Nord-est du bassin Parisien, caractérisée par un ensoleillement médiocre, une pluviométrie moyenne régulièrement répartie au cours de l’année et un hiver froid (3 °C).
Pour la période 1971-2000, la température annuelle moyenne est de 11 °C, avec une amplitude thermique annuelle de 14,9 °C. Le cumul annuel moyen de précipitations est de 718 mm, avec 11,2 jours de précipitations en janvier et 8 jours en juillet. Pour la période 1991-2020, la température moyenne annuelle observée sur la station météorologique la plus proche, située sur la commune de Changis-sur-Marne à 12 km à vol d'oiseau, est de 11,9 °C et le cumul annuel moyen de précipitations est de 710,1 mm,. Pour l'avenir, les paramètres climatiques de la commune estimés pour 2050 selon différents scénarios d'émission de gaz à effet de serre sont consultables sur un site dédié publié par Météo-France en novembre 2022.

### Milieux naturels et biodiversité

#### Réseau Natura 2000

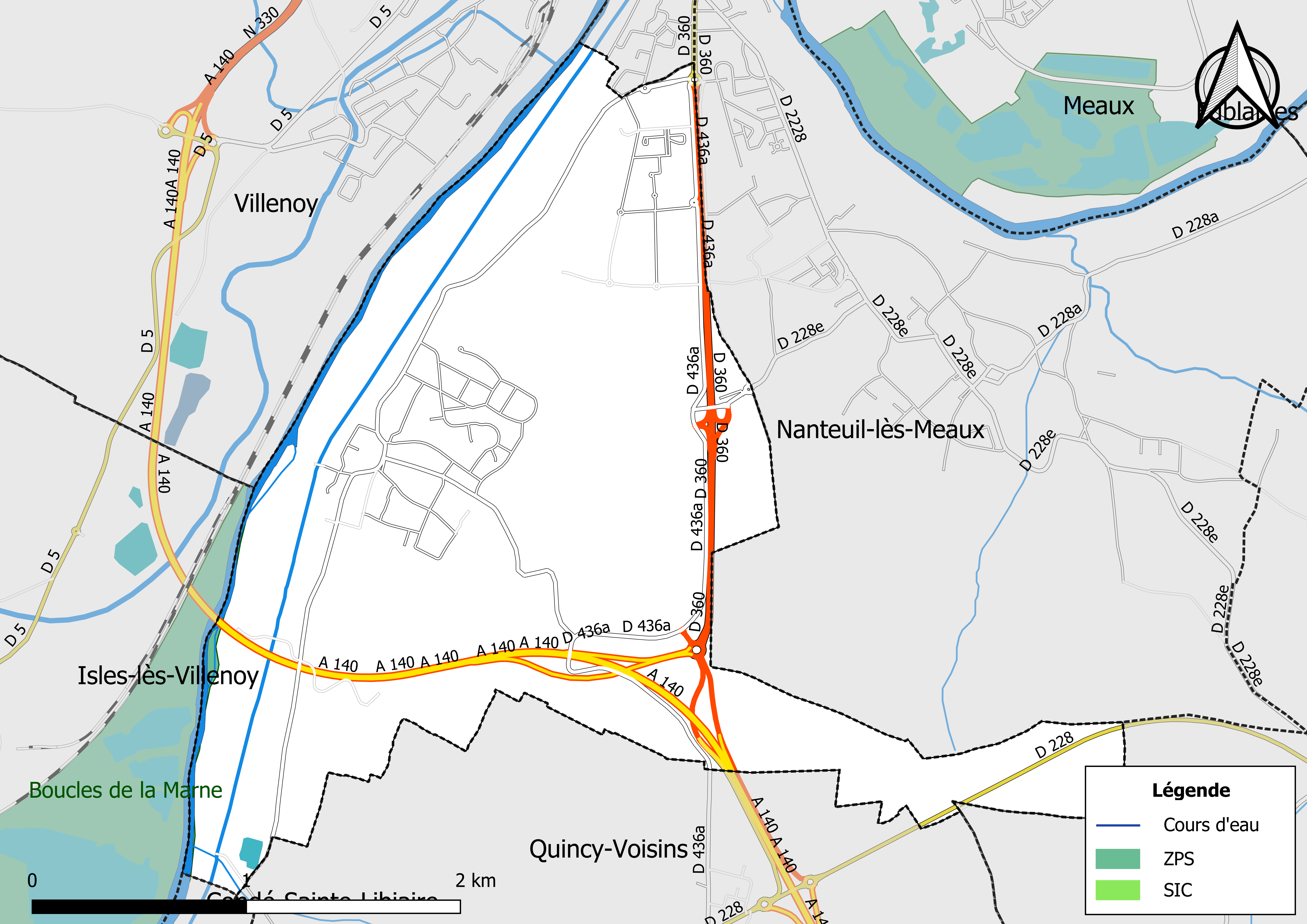
Sites Natura 2000 sur le territoire communal.

Le réseau Natura 2000 est un réseau écologique européen de sites naturels d’intérêt écologique élaboré à partir des Directives « Habitats » et « Oiseaux ». Ce réseau est constitué de Zones spéciales de conservation (ZSC) et de Zones de protection spéciale (ZPS). Dans les zones de ce réseau, les États Membres s'engagent à maintenir dans un état de conservation favorable les types d'habitats et d'espèces concernés, par le biais de mesures réglementaires, administratives ou contractuelles.
Un  site Natura 2000 a été défini sur la commune au titre de la « directive Oiseaux », :  
- les « Boucles de la Marne », d'une superficie de 2 641 ha, un lieu refuge pour une population d’Œdicnèmes criards d’importance régionale qui subsiste malgré la détérioration des milieux[22],[23].

#### Zones naturelles d'intérêt écologique, faunistique et floristique

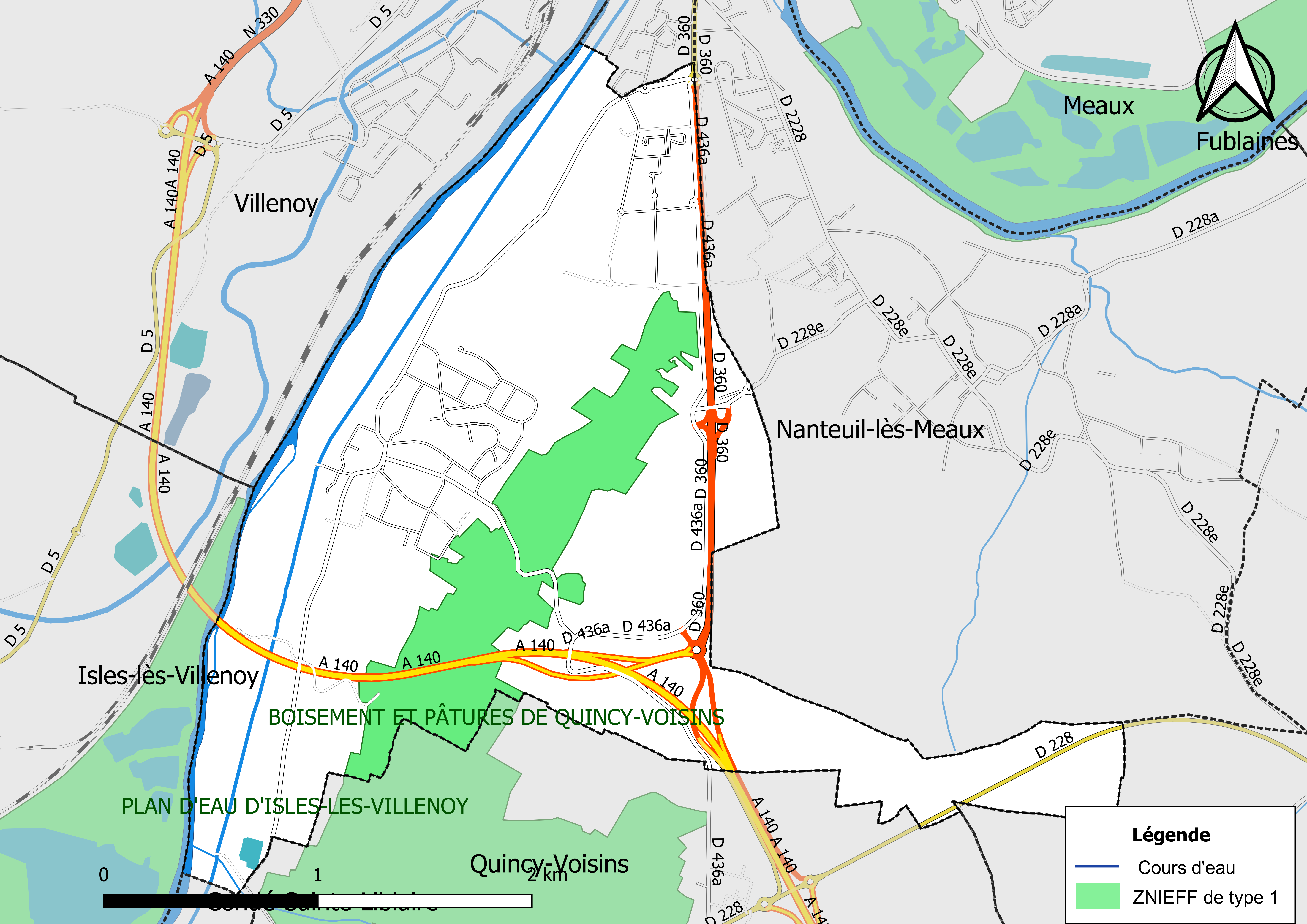
Carte des ZNIEFF de type 1 localisées sur la commune.

L’inventaire des zones naturelles d'intérêt écologique, faunistique et floristique (ZNIEFF) a pour objectif de réaliser une couverture des zones les plus intéressantes sur le plan écologique, essentiellement dans la perspective d’améliorer la connaissance du patrimoine naturel national et de fournir aux différents décideurs un outil d’aide à la prise en compte de l’environnement dans l’aménagement du territoire.
Le territoire communal de Mareuil-lès-Meaux comprend deux ZNIEFF de type 1,,, 
les « Boisement et pâtures de Quincy-Voisins » (255,38 ha), couvrant 2 communes du département, et 
le « plan d'eau d'Isles-les-Villenoy » (156,87 ha), couvrant 3 communes du département.

## Urbanisme

### Typologie
Au 1er janvier 2024, Mareuil-lès-Meaux est catégorisée ceinture urbaine, selon la nouvelle grille communale de densité à sept niveaux définie par l'Insee en 2022.
Elle appartient à l'unité urbaine de Meaux, une agglomération intra-départementale regroupant sept  communes, dont elle est une commune de la banlieue,,. Par ailleurs la commune fait partie de l'aire d'attraction de Paris, dont elle est une commune de la couronne,. Cette aire regroupe 1 929 communes,.

### Lieux-dits et écarts
La commune compte 104 lieux-dits administratifs répertoriés consultables ici dont la Grange du Mont, la Plâtrière, les Voutes (source : le fichier Fantoir).

### Occupation des sols
L'occupation des sols de la commune, telle qu'elle ressort de la base de données européenne d’occupation biophysique des sols Corine Land Cover (CLC), est marquée par l'importance des territoires agricoles (40,4 % en 2018), en diminution par rapport à 1990 (56,3 %). La répartition détaillée en 2018 est la suivante : 
terres arables (40,4% ), forêts (25,3% ), zones industrielles ou commerciales et réseaux de communication (20% ), zones urbanisées (14,1% ), eaux continentales (0,2 %).
Parallèlement, L'Institut Paris Région, agence d'urbanisme de la région Île-de-France, a mis en place un inventaire numérique de l'occupation du sol de l'Île-de-France, dénommé le MOS (Mode d'occupation du sol), actualisé régulièrement depuis sa première édition en 1982. Réalisé à partir de photos aériennes, le Mos distingue les espaces naturels, agricoles et forestiers mais aussi les espaces urbains (habitat, infrastructures, équipements, activités économiques, etc.) selon une classification pouvant aller jusqu'à 81 postes, différente de celle de Corine Land Cover,,. L'Institut met également à disposition des outils permettant de visualiser par photo aérienne l'évolution de l'occupation des sols de la commune entre 1949 et 2018.

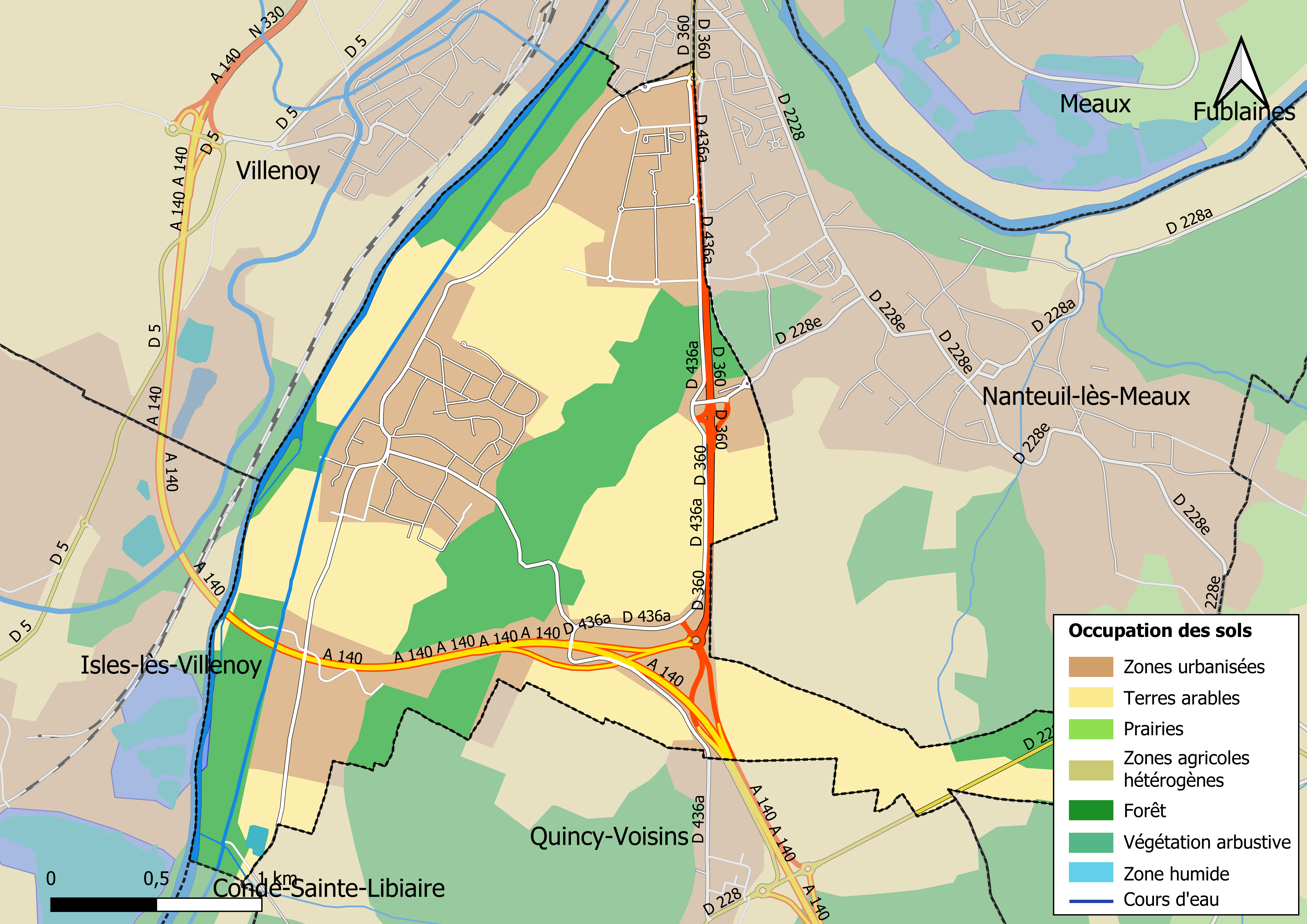
Carte des infrastructures et de l'occupation des sols en 2018 (CLC) de la commune.
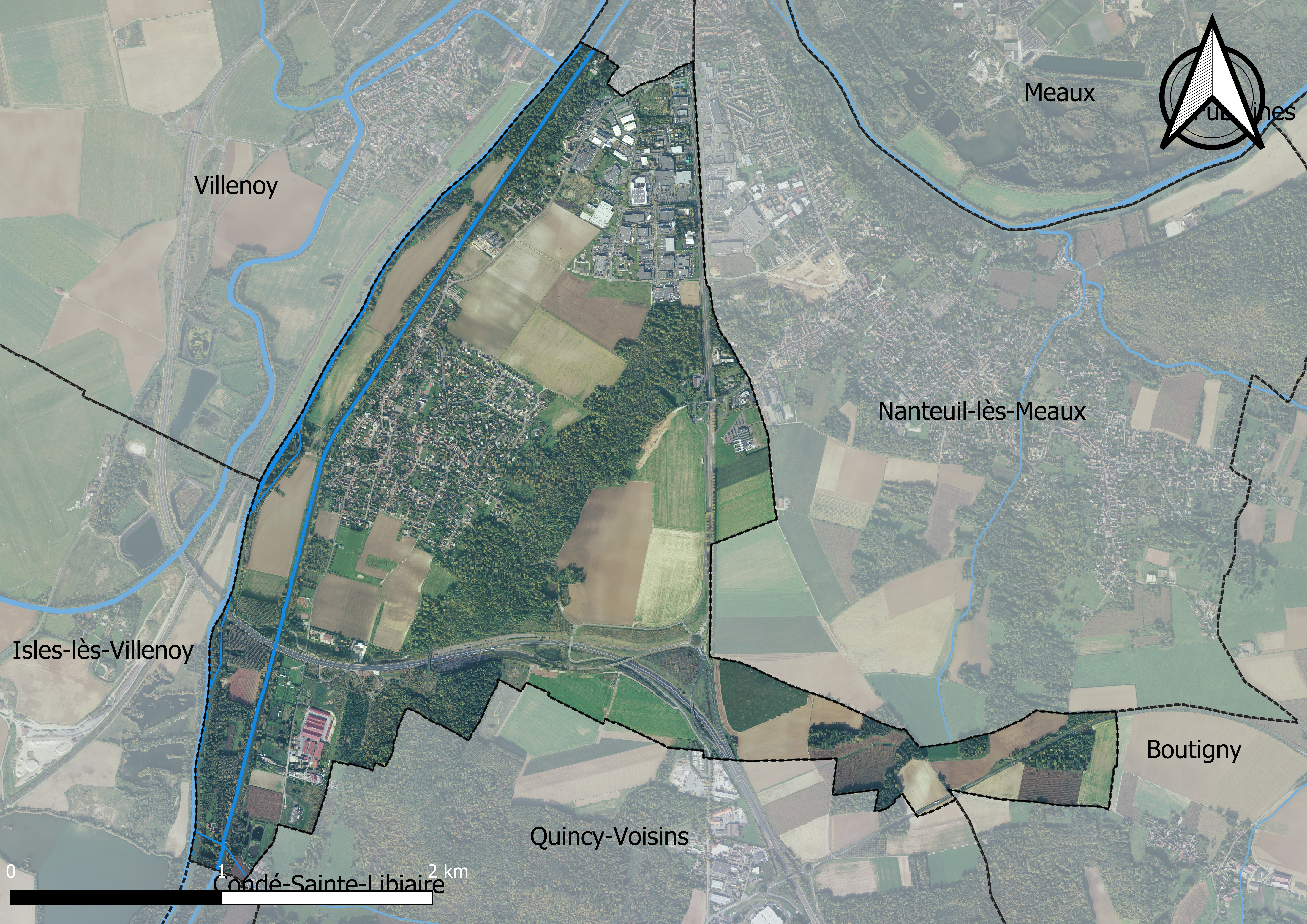
Carte orhophotogrammétrique de la commune.

### Planification
La commune disposait en 2019 d'un plan local d'urbanisme en révision. Le zonage réglementaire et le règlement associé peuvent être consultés sur le Géoportail de l'urbanisme.

### Logement
En 2017, le nombre total de logements dans la commune était de 1 115 dont 73,4 % de maisons (maisons de ville, corps de ferme, pavillons, etc.) et 19,2 % d'appartements.
Parmi ces logements, 93,5 % étaient des résidences principales, 1,3 % des résidences secondaires et 5,2 % des logements vacants.
La part des ménages fiscaux propriétaires de leur résidence principale s'élevait à 69,4 % contre 29,4 % de locataires dont, 9,2 % de logements HLM loués vides (logements sociaux) et, 1,1 % logés gratuitement.

### Voies de communication et transports

#### Voies de communication
Le sentier de grande randonnée GR1 traverse la pointe est de la commune et se prolonge à Nanteuil-lès-Meaux au nord et Quincy-Voisins au sud.

#### Transports
La commune est desservie par les lignes No 03A du réseau de bus Brie et 2 Morin et No 4, No K et No Ks du réseau de bus Meaux et Ourcq.

## Toponymie
Formes attestées : Marrolium ; Mareuil-lez-Meaux ; Mareul-près-Maulx ; Mareul.
Toponyme d'origine gauloise très répandu, Mareuil est composé de l'adjectif maros signifiant « grand » suivi de l'appellatif -ialon « clairière, lieu défriché » et par extension « village », donnant māro-ialon (ultérieurement latinisé en maro-ialum) dont le sens global est « grande clairière », « grand bourg »,.
Lès, jadis lez, signifie « près de » (près de la ville de Meaux).

## Histoire
Commune de Seine-et-Marne qui remonte au Moyen Âge (comme l'attestent les archives municipales d'état-civil), Mareuil-lès-Meaux a possédé une plâtrière au XIXe et au début du XXe siècle, principale activité du village.
Pour l'Antiquité, une villa gallo-romaine a été fouillée en 2003 par l'INRAP. Dans une partie de celle-ci était installé un atelier de potiers qui fabriquait au IVe siècle de la céramique sigillée de type argonnais et des céramiques communes.

## Politique et administration

### Rattachements administratifs et électoraux
La commune se trouve dans l'arrondissement de Meaux du département de Seine-et-Marne. Pour l'élection des députés, elle fait partie depuis 2012 de la sixième circonscription de Seine-et-Marne.
Elle faisait partie de 1793 à 1975 du canton de Meaux, année où ce canton est scindé et la commune rattachée au canton de Meaux-Sud. Dans le cadre du redécoupage cantonal de 2014 en France, elle intègre un nouveau canton de Meaux.

### Intercommunalité
La commune est membre de la communauté d'agglomération du pays de Meaux, créée en 2003.

### Liste des maires
| Période                                  | Période      | Identité            | Étiquette    | Qualité |
| ---------------------------------------- | ------------ | ------------------- | ------------ | --- |
| Les données manquantes sont à compléter. |              |                     |              | |
| 1879                                     | 1881         | Jean-Pierre Germain |              | |
| 1881                                     | 1883         | Auguste Judas       |              | |
| 1883                                     | 1885         | Martin Ferrand      |              | |
| 1885                                     | 1886         | Désiré Hebert       |              | |
| Les données manquantes sont à compléter. |              |                     |              | |
| 1892                                     | 1896         | Jean-Pierre Germain |              | |
| 1896                                     | 1900         | Étienne Masle       |              | |
| 1900                                     | 1902         | Pierre Benoni       |              | |
| 1902                                     | 1919         | Albert Lepage       |              | |
| 1919                                     | 1925         | Victor Aubriot      |              | |
| 1925                                     | 1941         | Albert Lepage       |              | |
| 1941                                     | 1944         | Fernand Fourrey     |              | |
| 1944                                     | 1945         | Lucien Roze         |              | |
| 1945                                     | 1947         | Georges Decosse     |              | |
| 1947                                     | 1964         | Jean Serva          |              | Décédé en fonction |
| 1965                                     | juin 1995    | Jacques Baudoin     |              | Directeur de société |
| juin 1995                                | avril 2014   | Louis Bousquet      | DVD puis UMP | Officier de l'armée de l'air retraité Vice-président de la CA Pays de Meaux                                                 |
| avril 2014,                              | juin 2018    | William Leprince    | SE           | Retraité Démissionnaire |
| juillet 2018                             | mai 2020     | Guy Nicoud,         | SE           | Retraité, maire honoraire (2021)                                                                                            |
| mai 2020                                 | janvier 2023 | Pascal Machu        | DVD          | Retraité |
| janvier 2023                             | En cours     | Émilie Suray        | SE           | Cheffe d'entreprise Vice-présidente de la CA du Pays de Meaux (2023 → ) Élue à la suite d'une élection municipale partielle |

### Tendances politiques et résultats
| Scrutin             | Scrutin             | 1er tour | 1er tour  | 1er tour | 1er tour | 1er tour | 1er tour | 1er tour | 1er tour | 1er tour | 1er tour | 1er tour | 1er tour | 2d tour | 2d tour | 2d tour | 2d tour | 2d tour | 2d tour |
| Scrutin             | Scrutin             | 1er      | 1er       | %        | 2e       | 2e       | %        | 3e       | 3e       | %        | 4e       | 4e       | %        | 1er     | 1er     | %       | 2e      | 2e      | %       |
| ------------------- | ------------------- | -------- | --------- | -------- | -------- | -------- | -------- | -------- | -------- | -------- | -------- | -------- | -------- | ------- | ------- | ------- | ------- | ------- | ------- |
| Présidentielle 2017 | Présidentielle 2017 |          | FN        | 25,15    |          | EM       | 23,18    |          | LR       | 20,38    |          | LFI      | 17,35    |         | EM      | 58,39   |         | FN      | 41,61   |
| Présidentielle 2022 | Présidentielle 2022 |          | RN        | 23,84    |          | LREM     | 23,48    |          | LFI      | 22,83    |          | REC      | 9,64     |         | LREM    | 51,87   |         | RN      | 48,13   |
| Législatives 2022   | 6e                  |          | LFI-Nupes | 27,29    |          | RN       | 24,48    |          | Agir-Ens | 19,95    |          | LR       | 11,63    |         | RN      | 52,27   |         | LFI     | 47,73   |
| Législatives 2024   | 6e                  |          | RN        | 42,44    |          | LR       | 32,11    |          | LFI-NFP  | 23,66    |          | LO       | 1,79     |         | RN      | 56,85   |         | LFI     | 43,15   |

## Équipements et services

### Eau et assainissement
L’organisation de la distribution de l’eau potable, de la collecte et du traitement des eaux usées et pluviales relève des communes. La loi NOTRe de 2015 a accru le rôle des EPCI à fiscalité propre en leur transférant cette compétence. Ce transfert devait en principe être effectif au 1er janvier 2020, mais la loi Ferrand-Fesneau du 3 août 2018 a introduit la possibilité d’un report de ce transfert au 1er janvier 2026,.

#### Assainissement des eaux usées
En 2020, la gestion du service d'assainissement collectif de la commune de Mareuil-lès-Meaux est assurée par  le SMA de Quincy Mareuil Condé-Sainte-Libiaire pour la collecte et . Ce service est géré en délégation par une entreprise privée,,.
L’assainissement non collectif (ANC) désigne les installations individuelles de traitement des eaux domestiques qui ne sont pas desservies par un réseau public de collecte des eaux usées et qui doivent en conséquence traiter elles-mêmes leurs eaux usées avant de les rejeter dans le milieu naturel. Le SMA de Quincy Mareuil Condé-Sainte-Libiaire assure pour le compte de la commune le service public d'assainissement non collectif (SPANC), qui a pour mission de vérifier la bonne exécution des travaux de réalisation et de réhabilitation, ainsi que le bon fonctionnement et l’entretien des installations. Cette prestation est déléguée à une entreprise privée,.

#### Eau potable
En 2020, l'alimentation en eau potable est assurée par la commune qui en a délégué la gestion à l'entreprise Veolia, dont le contrat expire le 18 novembre 2024,,.
Les nappes de Beauce et du Champigny sont classées en zone de répartition des eaux (ZRE), signifiant un déséquilibre entre les besoins en eau et la ressource disponible. Le changement climatique est susceptible d’aggraver ce déséquilibre. Ainsi afin de renforcer la garantie d’une distribution d’une eau de qualité en permanence sur le territoire du département, le troisième Plan départemental de l’eau signé, le 3 octobre 2017, contient un plan d’actions afin d’assurer avec priorisation la sécurisation de l’alimentation en eau potable des Seine-et-Marnais. À cette fin a été préparé et publié en décembre 2020 un schéma départemental d’alimentation en eau potable de secours dans lequel huit secteurs prioritaires sont définis. La commune fait partie du secteur Meaux.

## Population et société

### Démographie
Les habitants sont appelés les Mareuillois(es)'.
L'évolution du nombre d'habitants est connue à travers les recensements de la population effectués dans la commune depuis 1793. Pour les communes de moins de 10 000 habitants, une enquête de recensement portant sur toute la population est réalisée tous les cinq ans, les populations de référence des années intermédiaires étant quant à elles estimées par interpolation ou extrapolation. Pour la commune, le premier recensement exhaustif entrant dans le cadre du nouveau dispositif a été réalisé en 2005.
| 1793 | 1800 | 1806 | 1821 | 1831 | 1836 | 1841 | 1846 | 1851 |
| ---- | ---- | ---- | ---- | ---- | ---- | ---- | ---- | ---- |
| 709  | 724  | 713  | 685  | 705  | 639  | 639  | 583  | 564  |

| 1856 | 1861 | 1866 | 1872 | 1876 | 1881 | 1886 | 1891 | 1896 |
| ---- | ---- | ---- | ---- | ---- | ---- | ---- | ---- | ---- |
| 541  | 494  | 512  | 567  | 500  | 470  | 477  | 527  | 466  |

| 1901 | 1906 | 1911 | 1921 | 1926 | 1931 | 1936 | 1946 | 1954 |
| ---- | ---- | ---- | ---- | ---- | ---- | ---- | ---- | ---- |
| 510  | 519  | 546  | 506  | 602  | 636  | 549  | 471  | 595  |

| 1962 | 1968 | 1975 | 1982 | 1990  | 1999  | 2005  | 2006  | 2010  |
| ---- | ---- | ---- | ---- | ----- | ----- | ----- | ----- | ----- |
| 622  | 631  | 767  | 872  | 1 163 | 1 579 | 1 847 | 1 848 | 2 194 |

| 2015  | 2020  | 2022  | - | - | - | - | - | - |
| ----- | ----- | ----- | - | - | - | - | - | - |
| 2 942 | 3 306 | 3 313 | - | - | - | - | - | - |

### Manifestations culturelles et festivités
- Tournoi annuel de la pentecôte de l'US Mareuil-lès-Meaux au stade des Nolongues (route de condé).
- Trophée Toxic, compétition internationale de paintball organisée chaque premier weekend de mai chez Paradise paintball.
- Chaque année depuis 20 ans[C'est-à-dire ?], des amateurs de théâtre, regroupés depuis 2017 dans la troupe "Les coulisses", choisissent et jouent une pièce pour les habitants de la commune et des alentours. 
Les représentations ont traditionnellement lieu à la salle des fêtes de Mareuil-lès-Meaux entre avril et juin.

### Sports
L'Union Sportive de Mareuil-lès-Meaux section football est présent. 2 équipes seniors (2e et 4e division de District), 1 équipe de vétérans, et une école de foot (5-11 ans). Palmarès : 3 finales 77N catégories benjamins et une finale coupe comité catégorie anciens.
Les Tigres, équipe de paintball, créée en 1993, est qualifiée 5 fois championne de France et vice-championne du monde en 1999 en catégorie pro[réf. nécessaire].

## Économie

### Revenus de la population et fiscalité
En 2017, le nombre de ménages fiscaux de la commune était de 950 (dont 66 % imposés), représentant 2 594 personnes et la  médiane du revenu disponible par unité de consommation  de 24 850 euros.

### Emploi
En 2017 , le nombre total d’emplois dans la zone était de 2 151, occupant 1 291 actifs  résidants.
Le taux d'activité de la population (actifs ayant un emploi) âgée de 15 à 64 ans s'élevait à 64,8 % contre un taux de chômage de 9,1 %.
Les 26,1 % d’inactifs se répartissent de la façon suivante : 11,7 % d’étudiants et stagiaires non rémunérés, 5,5 % de retraités ou préretraités et 9 % pour les autres inactifs.

### Entreprises et commerces
En 2017, le nombre d'établissements actifs était de 195 dont 17 dans l’industrie, 25 dans la construction, 128 dans le commerce-transports-services divers et 25  étaient relatifs au secteur administratif.
Ces établissements ont pourvu 2 406 postes salariés.
En 2019,  64 entreprises ont été créées sur le territoire de la commune, dont 30 individuelles.
- Forte extension des activités depuis le début des années 1980. La commune possède une importante zone commerciale profitant de la proximité de la ville de Meaux.
- Le premier poste de « rebours » de gaz naturel d'Île-de-France, installé sur le territoire de la commune en 2020, permet de comprimer le biométhane produit par les unités de méthanisation de la région pour l'envoyer sur le réseau de transport à haute pression géré par GRTgaz[73],[74].

### Secteurs d'activité

#### Agriculture
Mareuil-lès-Meaux est dans la petite région agricole dénommée les « Vallées de la Marne et du Morin », couvrant les vallées des deux rivières, en limite de la Brie. En 2010, l'orientation technico-économique de l'agriculture sur la commune est la culture de céréales et d'oléoprotéagineux (COP).
Si la productivité agricole de la Seine-et-Marne se situe dans le peloton de tête des départements français, le département enregistre un double phénomène de disparition des terres cultivables (près de 2 000 ha par an dans les années 1980, moins dans les années 2000) et de réduction d'environ 30 % du nombre d'agriculteurs dans les années 2010. Cette tendance se retrouve au niveau de la commune où le nombre d’exploitations est passé de 4 en 1988 à 2 en 2010. Parallèlement, la taille de ces exploitations diminue, passant de 85 ha en 1988 à 42 ha en 2010.
Le tableau ci-dessous présente les principales caractéristiques des exploitations agricoles de Mareuil-lès-Meaux, observées sur une période de 22 ans : 
|                                      | 1988 | 2000 | 2010 |
| ------------------------------------ | ---- | ---- | ---- |
| Dimension économique,                |      |      |      |
| Nombre d’exploitations (u)           | 4    | 2    | 2    |
| Travail (UTA)                        | 5    | 2    | 2    |
| Surface agricole utilisée (ha)       | 341  | 214  | 83   |
| Cultures                             |      |      |      |
| Terres labourables (ha)              | 341  | s    | s    |
| Céréales (ha)                        | 243  | s    | s    |
| dont blé tendre (ha)                 | 156  | s    | s    |
| dont maïs-grain et maïs-semence (ha) | 66   | s    | s    |
| Tournesol (ha)                       | 21   |      |      |
| Colza et navette (ha)                | 24   | s    | s    |
| Élevage                              |      |      |      |
| Cheptel (UGBTA)                      | 2    | 0    | 0    |

## Culture locale et patrimoine

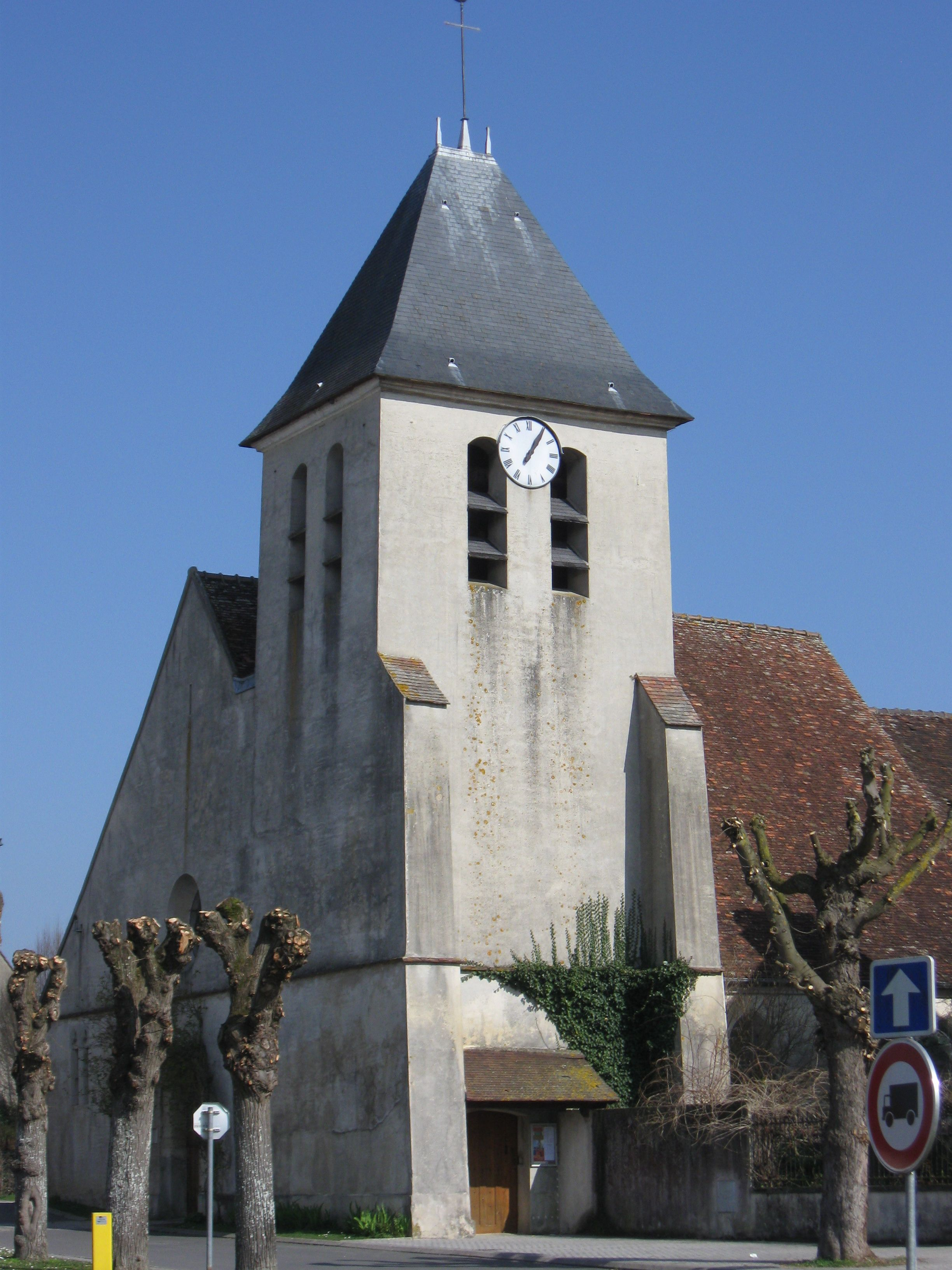
L'église Saint-Étienne.

### Lieux et monuments
- Église Saint-Étienne, XIIIe siècle.
- Viaduc autoroutier (franchissement de la vallée de la Marne).
- Rives du canal de Chalifert.

### Personnalités liées à la commune
- Ronsard fut curé commendataire de l'église de Mareuil-lès-Meaux de 1552 à 1554. Il est une figure majeure de la littérature poétique du XVIe siècle, en effet Pierre de Ronsard est le fondateur, avec Joachim du Bellay, du groupe de poètes de La Pléiade. Il s'inspire des paysages de Seine-et-Marnais dans ses écrits, en particulier dans « l’Épitre à Ambroise de la Porte, parisien ».
- L'abbé Petitot (missionnaire, géographe, cartographe, linguiste, ethnologue auprès des Inuits de l'Arctique) fut curé de la commune de 1885 à 1916 et y écrivit la plupart de ses ouvrages de mémoires. il y mourut en 1916. Une plaque offerte par le gouvernement canadien a été apposée sur un mur de l'église en 1976 pour commémorer ses contributions scientifiques.

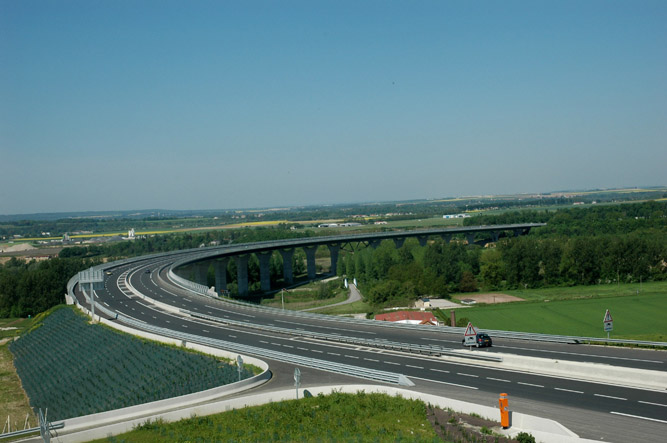
L'A 140 à Mareuil-lès-Meaux.
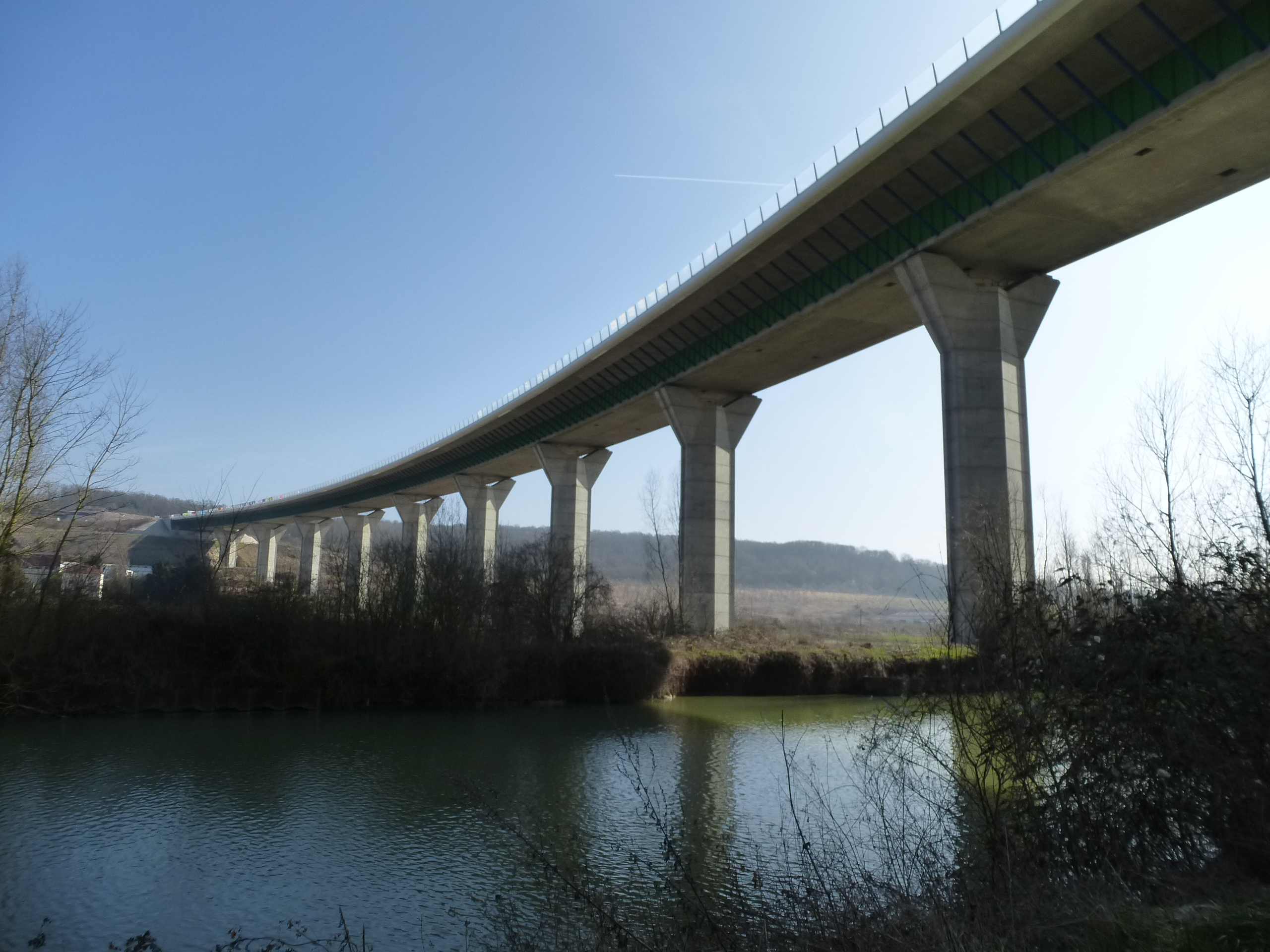
Viaduc de Meaux et canal de Chalifert.
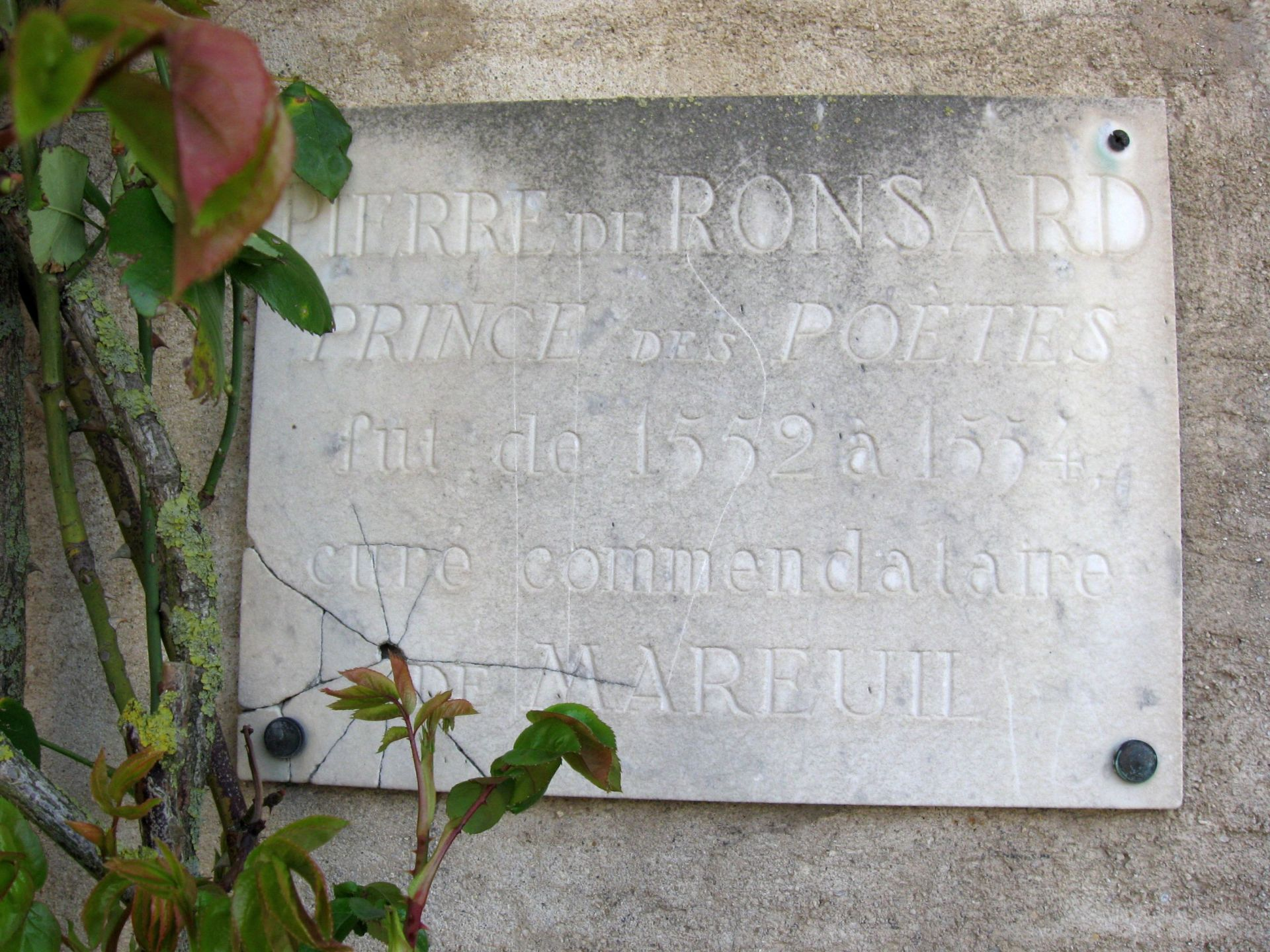
Plaque commémorative (Pierre de Ronsard).
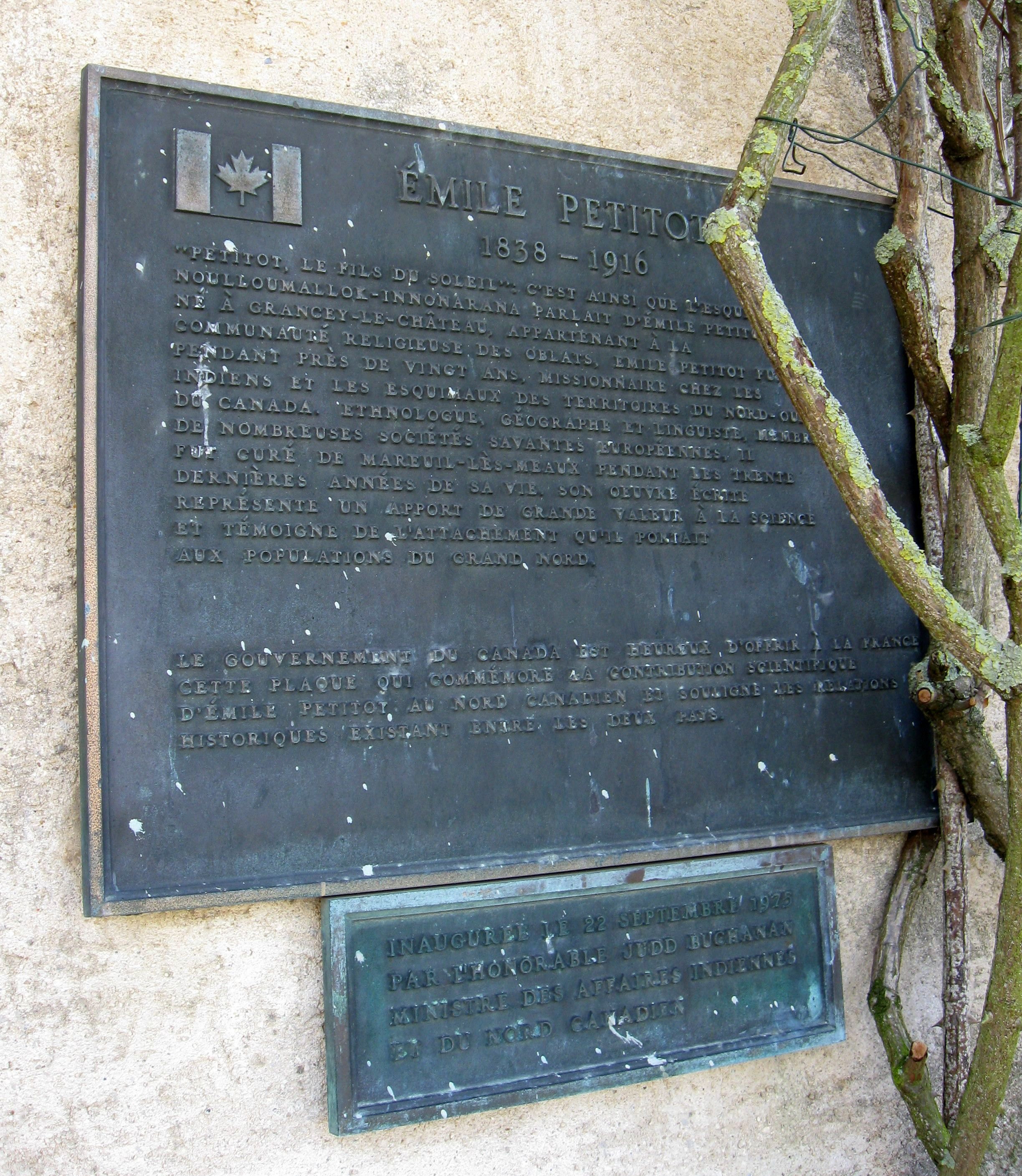
Plaque commémorative (Émile Petitot).

### Héraldique
| Blason de Mareuil-lès-Meaux | Blason  | D'azur à la jumelle d'argent accompagnée de trois fleurs de lis d'or. |
| Blason de Mareuil-lès-Meaux | Détails |                                                                       |